# Глостер (Міссісіпі)
Глостер (англ. Gloster) — місто (англ. town) в США, в окрузі Емайт штату Міссісіпі. Населення — 897 осіб (2020).

## Географія
Глостер розташований за координатами 31°11′42″ пн. ш. 91°1′4″ зх. д. / 31.19500° пн. ш. 91.01778° зх. д. (31.195066, -91.017679).  За даними Бюро перепису населення США в 2010 році місто мало площу 4,72 км², уся площа — суходіл.

## Демографія
Згідно з переписом 2010 року, у місті мешкало 960 осіб у 411 домогосподарстві у складі 253 родин. Густота населення становила 203 особи/км².  Було 489 помешкань (104/км²).
Расовий склад населення:
| - 64,8 % — чорних або афроамериканців - 34,7 % — білих - 0,1 % — вихідців з тихоокеанських островів - 0,1 % — корінних американців |

До двох чи більше рас належало 0,3 %. Частка іспаномовних становила 1,9 % від усіх жителів.
За віковим діапазоном населення розподілялося таким чином: 25,5 % — особи молодші 18 років, 57,7 % — особи у віці 18—64 років, 16,8 % — особи у віці 65 років та старші. Медіана віку мешканця становила 40,0 року. На 100 осіб жіночої статі у місті припадало 84,6 чоловіків;  на 100 жінок у віці від 18 років та старших — 81,9 чоловіків також старших 18 років.
Середній дохід на одне домашнє господарство  становив 29 669 доларів США (медіана — 18 929), а середній дохід на одну сім'ю — 37 847 доларів (медіана — 28 382). Медіана доходів становила 53 162 долари для чоловіків та 22 917 доларів для жінок. За межею бідності перебувало 42,7 % осіб, у тому числі 66,0 % дітей у віці до 18 років та 27,1 % осіб у віці 65 років та старших.
Цивільне працевлаштоване населення становило 298 осіб. Основні галузі зайнятості: освіта, охорона здоров'я та соціальна допомога — 17,1 %, роздрібна торгівля — 16,1 %, виробництво — 15,4 %.